# Kokoloko
Pour plus de détails, voir Fiche technique et Distribution.
Kokoloko est un film mexicain réalisé par Gerardo Naranjo et sorti en 2020.

## Fiche technique
- Titre : Kokoloko
- Réalisation : Gerardo Naranjo
- Scénario : Gerardo Naranjo
- Photographie : Gerardo Naranjo et José Stempa
- Son : Ariel Baca, Ulises Santos Cortes et Daniel Perez-Arechiga
- Montage : Gerardo Naranjo et Erick Rodríguez Alonso
- Société de production : Dinatron
- Pays de production :  Mexique
- Durée : 105 minutes
- Date de sortie : États-Unis : 15 avril 2020[1]

## Distribution
- Noé Hernández
- Alejandra Herrera
- Eduardo Mendizábal

## Distinctions

### Récompenses
- Prix du jury jeune au Festival des trois continents 2020[2]
- Prix du meilleur acteur (pour Noé Hernández) au Festival du film de Tribeca 2020[3]

### Sélections
- Festival international du nouveau cinéma latino-américain de La Havane 2021[4]
- Festival du film de Cologne 2021
- Festival international du film de Miami 2022[5]